# Francis Talbot Day
Francis Talbot Day, (Maresfield, 2 maart 1829 – Cheltenham 10 juli 1889) was een Britse ichtyoloog (vissendeskundige). Hij hield zich voornamelijk bezig met de vissen van Brits-Indië, waar hij als militaire chirurg meerdere jaren doorbracht. Hij was lid van de Linnean Society of London en de Zoological Society of London.

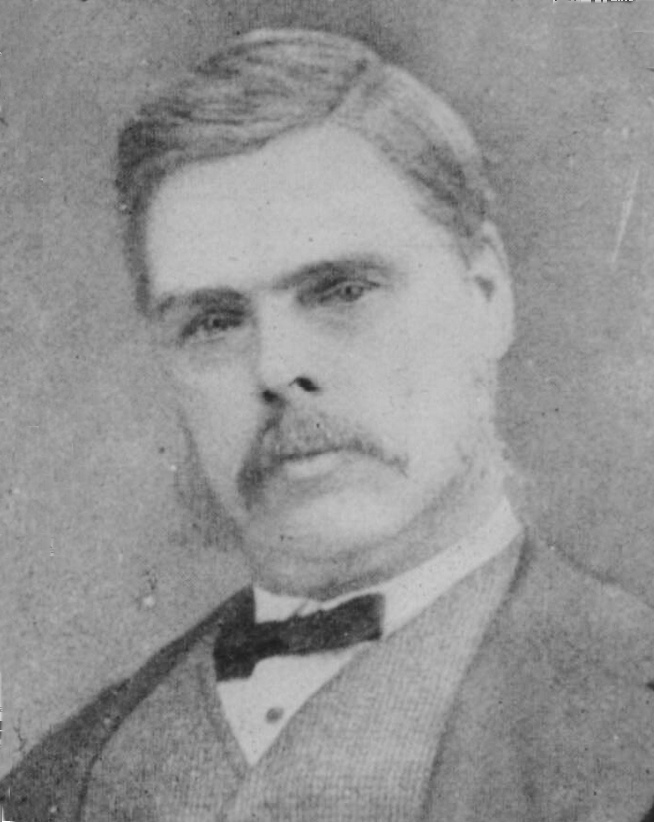
Francis Day

## Jeugd en opleiding
Francis Talbot Day werd geboren als derde van zeven kinderen in een welgesteld gezin, dat in Sussex rond de 2000 acres (ca. 8 km²) land bezat. Hij bezocht de Shrewsbury School, voordat hij zich vanaf september 1848 toelegde op een medicijnenstudie bij het St. George's Hospital in Londen. Zijn opleiding sloot hij daar in 1851 af met het Membership of the Royal College of Surgeons, een diploma in chirurgie en ging iets later in militaire dienst, waar hij in 1852 als assistent-chirurg verscheepte naar Brits-Indië. Daar vocht hij kortstondig mee in de tweede Anglo-Birmaanse oorlog en wisselde in de daaropvolgende jaren meermaals van regiment en de plaats van zijn stationering, waarbij hij zich ondertussen bezighield met de vogels van Indië. Hierdoor werd hij in 1857, toen hij naar aanleiding van een ziekteverlof kortstondig naar zijn vaderland was teruggekeerd, opgenomen in de Linnean Society of London.

## Carrière
Tijdens zijn tweede verblijf in India van 1858 tot 1864 legde hij zich voor de eerste keer versterkt toe op de ichtyologie en verzamelde, beschreef en tekende in dit verband de vissen in het gebied rondom Kochi. Toen hij in 1864 opnieuw naar zijn vaderland terug keerde, verwerkte hij zijn reeds van tevoren opgestuurde aantekeningen tot zijn eerste specialistische artikel The Fishes of Cochin, dat in de Proceedings (tegenwoordig Journal of Zoology) van de Zoological Society of London gepubliceerd werd. Daarin beschreef Day 211 vissoorten. Toen zijn ziekteverlof voor een jaar werd verlengd, besloot hij om zijn bevindingen in een boek te bundelen, zodat The Fishes of Maldabar in 1865 werden gepubliceerd. Bovendien werd hij tijdens deze periode opgenomen in de Zoological Society of London.
Met het begin van zijn derde verblijf in India in 1866 ondernam hij eerste pogingen om forellen in de Nilgiri-bergen uit te zetten, hetgeen hem na enkele mislukkingen uiteindelijk lukte en waarvoor hij in 1972 werd geëerd met de zilveren medaille van de Franse Société d'acclimatation. In 1867 werd hij benoemd tot Professor of Meteria Medica en voor de eerste keer voor zijn onderzoekswerk vrijgesteld van de militaire dienstplicht. Tot dit moment had hij zijn totale wetenschappelijke prestatie parallel tot zijn werkzaamheden als militaire chirurg volbracht, waarbij hij ook het medicinale terrein onderzocht en bijvoorbeeld artikels over cholera schreef. Daarna concentreerde hij zich in toenemende mate op zijn onderzoeken en ondernam reizen in verschillende gebieden van India en Burma om daar de visbestanden te bestuderen. In 1869 werd hij opgenomen in de Royal Asiatic Society en in 1871 benoemd tot inspecteur-generaal van de visserij (Inspector-General of Fisheries).
Tussen mei 1873 en mei 1874 verbleef Day een laatste jaar in India, voordat hij terugkeerde naar zijn vaderland en voortaan aan zijn in vier delen verschenen hoofdwerk The Fishes of India werkte. Bovendien bracht hij het jaar 1875 door met expedities binnen Europa naar onder andere Berlijn, Parijs, Den Haag en Leiden. In 1885 werd hij tot ridder van de Order of the Indian Empire benoemd, voordat hij in 1988 de eredoctorgraad van de Universiteit van Edinburgh kreeg toegewezen. Verder was hij drager van de Orde van de Kroon van Italië en erelid van de Deutsche Fischereiverein.
Tijdens zijn totale wetenschappelijke loopbaan was Day constant het mikpunt van kritiek van Albert Günther, directeur van de zoölogische afdeling van het Natural History Museum in Londen. Dit had tot gevolg, dat zijn verzamelingen van vissen en vogels werden verdeeld over meerdere museums (bijvoorbeeld tot aan het Australian Museum), terwijl het Natural History Museum als verondersteld voor de hand liggende ontvanger slechts weinige exemplaren ontving.
In totaal publiceerde hij meer dan 70 wetenschappelijke artikelen en beschreef meer dan 300 soorten.

## Privéleven en overlijden
Day was tweemaal getrouwd (1857-1869 en 1872-1873) en telkens werd hij weduwnaar. Met zijn eerste vrouw had hij een zoon en een dochter. Francis Day overleed op 10 juni 1889 op 60-jarige leeftijd aan de gevolgen van kanker in Cheltenham.